# Badalona
Badalona è un comune spagnolo di 216 201 abitanti (2007) situato nella comunità autonoma della Catalogna. È una delle città più antiche della Catalogna. Con un tipico clima mediterraneo e una spiaggia di circa cinque chilometri, Badalona è una meta turistica di grande richiamo, insieme alla vicina Barcellona.

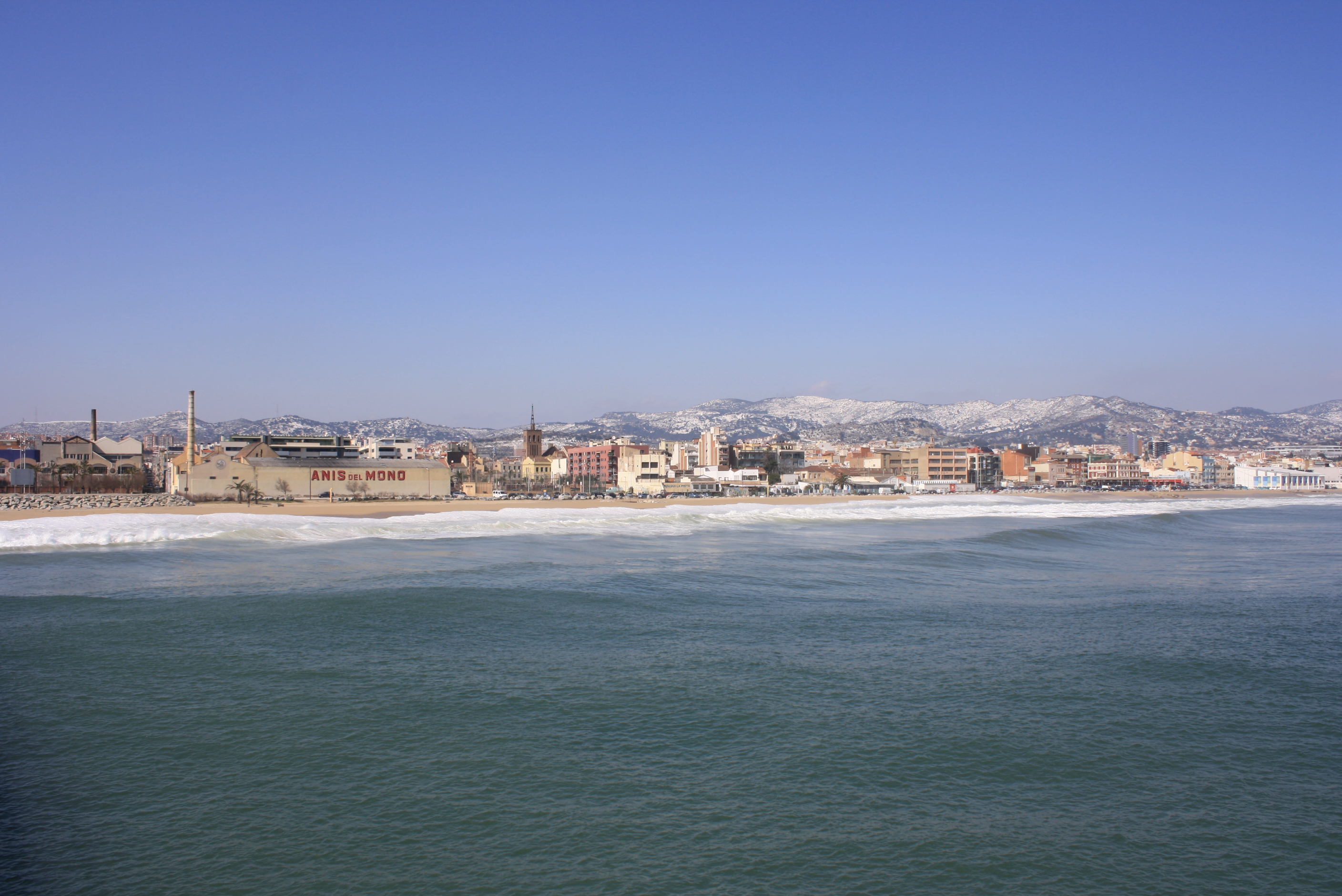
Badalona

## Geografia antropica

### Suddivisioni amministrative
Il territorio comunale è suddiviso in sei distretti:
- Distretto 1: quartieri di Canyadó, Casagemes, Manresà, Centre, Dalt la Vila, Coll i Pujol e Progrés
- Distretto 2: quartieri di Sant Crist, Sistrells, Lloreda, Nova Lloreda, Puigfred, La Pau e Montigalà occidental
- Distretto 3: quartieri di Montigalà oriental, Canyet, Mas Ram, Bufalà, Bonavista, Pomar, Pomar de Dalt, Morera e Les Guixeres
- Distretto 4: quartieri di La Salut, Sant Joan de Llefià, Sant Mori de Llefià e Sant Antoni de Llefià
- Distretto 5: quartieri di Gorg, La Mora, Congrés, Can Claris e Raval
- Distretto 6: quartieri di Artigues, Sant Roc e Remei

## Sport
- Pallacanestro: Club Joventut de Badalona
- Calcio: Club de Fútbol Badalona
- Football americano: Badalona Dracs